# Belga sör

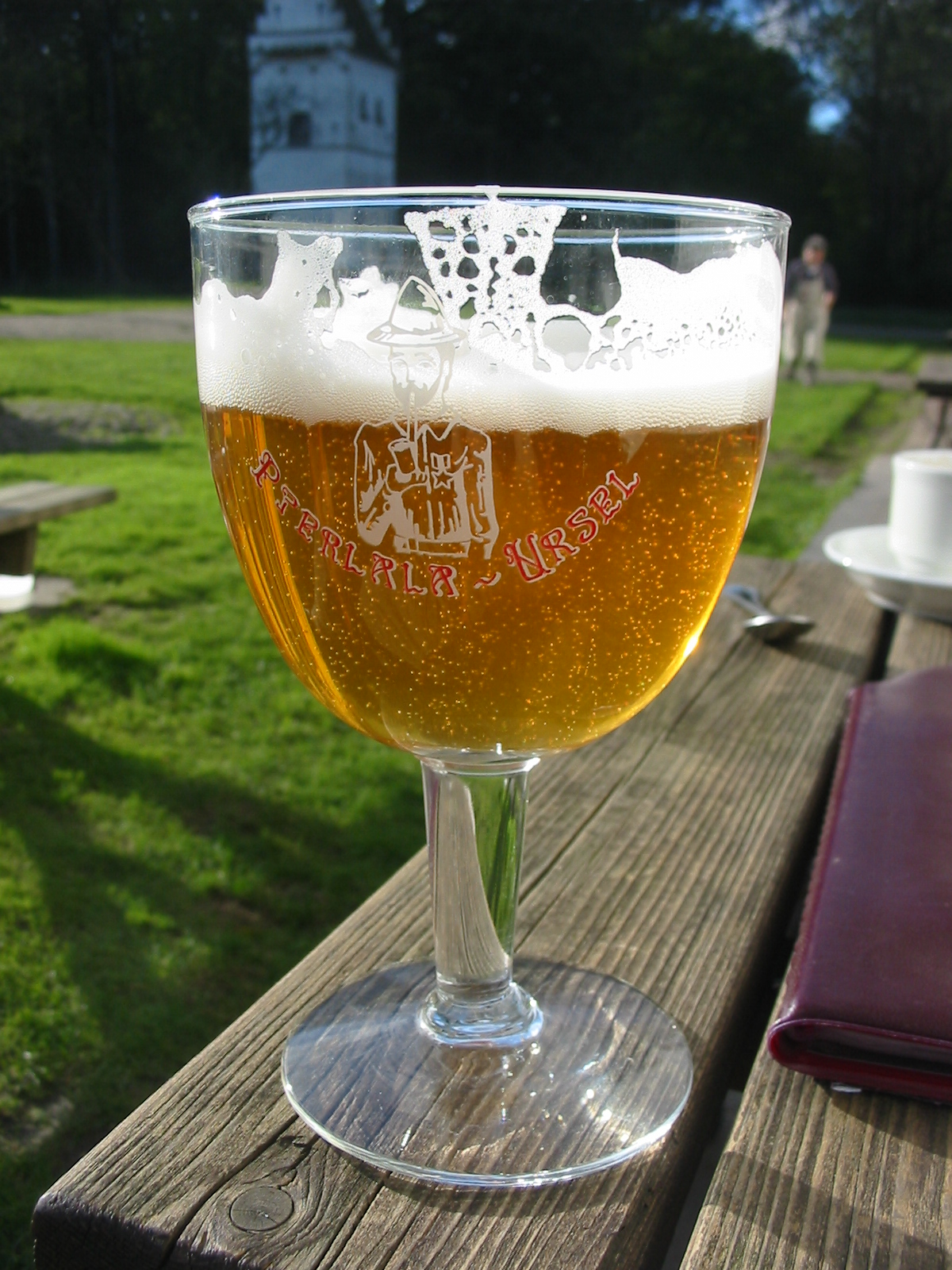
A Pierlala világos sör gyártója a Van Steenberge

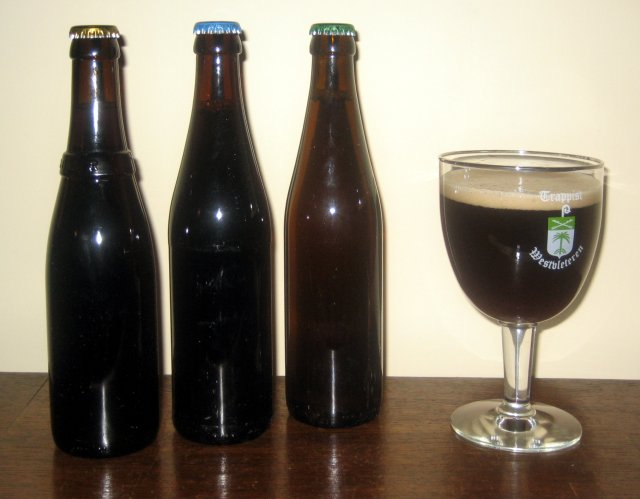
A belga Westvleteren apátsági söröket sokan a világ legjobbjának tartják

A belga sörök a legváltozatosabb formákban készülnek – a szokványos világos láger sörtől a lambic típusú, spontán erjedésű sörökön át a flamand vörösig. A belga sörfőzés eredete a középkorig nyúlik vissza, amikor is a kolostorok kezdték meg az előállításukat. Belgiumban jelenleg az InBev és Alken Maes a legnagyobb sörfőzdék, rajtuk kívül még 130 sörfőzde működik az országban, a legnagyobb nemzetközi cégektől a kis, családi vállalkozásban üzemeltetett mikrosörfőzdékig. A sörfőzdék kb. 800 sörfajtát állítanak elő rendszeresen, azonban az egyes alkalmakra készített, különleges söröket is ideszámítva, a belga sörfajták száma eléri a 8700-at. A belga sörgyártást nagymértékben elősegítette az 1919-es Vandervelde-törvény, mely megtiltotta a 18%-nál erősebb italok árusítását bizonyos helyeken. Bár a Vandervelde-törvényt 1983-ban helyezték hatályon kívül, a belga sörgyártást és sörfogyasztást nagymértékben fellendítette ez a törvény.
2006-ban az átlagos belga sörfogyasztás fejenként 86 liter volt, ami jelentős visszalépés az 1993-as 108 literhez képest. Ugyanakkor ebben a periódusban a belga sör kivitele 4 millió hektoliterről 10,6 millió hektoliterre nőtt.

## Palackozás és hozzáférhetőség
Manapság a belga sört barna – vagy néha sötétzöld –, kupakolt üvegekben árulják a napsugárzás negatív hatását elkerülendő. Parafa dugós, vagy fémtetős, esetleg mindkétféle zárással. Némelyik sört üvegben erjesztik újra, a végső fermentációs fázisban. Ezek "bottle-conditioned" címkével vannak ellátva. Bár minden fontosabb sörfajta megvásárolható a szupermarketekben, sörfőző-italközpontok létesültek szerte az országban, általában sokkal szélesebb választékkal, talán kissé magasabb árfekvésben. Amerikában a belga sörök alkoholtartalma magasabb, mint az a sörtörvényben engedélyezett, és általában csak likőrüzletekben kaphatók.
Szerencsére  sok száz csapszék – Belgiumban a nevük cafés – található szerte az országban a sörök széles választékát kínálva. Valószínűleg nagy gondossággal fogják felszolgálni is. Hogy teljes mértékben élvezhessük a belga sörök változatos ízeit, minden sört a megfelelő pohárban és ideális hőfokon kell felszolgálni, ami általában pincehideg, 8-15 °C. A belga sörök nagy többsége csak üvegben kapható. Csapolt sörök a pilsnerek és az éppen akciós sörök. A vállalkozóbb kedvűek számára szüreti sörök könnyen hozzáférhetők.
Bár a sörházak százai állnak nyitva Belgium-szerte, a leghíresebbek a Bier Circus, a L’Atelier, a Chez Moeder Lambic és a Delirium Café Brüsszelben, a Kulminator és a ’t Oud Arsenaal Antwerpenben, a De Garre és a ’t Brugs Beertje Brugge-ben, a Het Hemelrijk Hasseltben, valamint a Het Waterhuis aan de Bierkant, a Hopduvel és a Trappistenhuis Gentben.
Külsőre minden sörnek saját üvege van. az egyszerű üvegalakon felül – széles szájú talpas pohár, íves tulipánüveg, magas pilsener stb. Mindegyik üvegen fel van tüntetve a név vagy a logó. A különböző alakokat a sörök ízének és aromájának kiemelésére tervezték. Ezek különböző utakat adnak az üveg oldalán felfelé gyöngyöző buborékoknak. Az Egyesült Államok is  átvette az utóbbi időben ezt az üvegkészítési szokást, nagyban a belga sörfőzők nyomására, hogy azok termékei megfelelő külalakban jelenhessenek meg.
Az üvegek különböző méretűek lehetnek: 250, 330, 375, illetve 750 ml-es, valamint a 750 ml többszörösei. 375 ml-es méretben általában lambic kapható. Más sörök 250, illetve 330 ml-es méretben kaphatók. 750 ml-es üveg majdnem minden élelmiszerboltban kapható, de gyakran kevés választási lehetőséggel. A ritkább, nagyobb méretű üvegeket a pezsgőkre jellemző terminológiával illetik. A belga cafékban demi/fél üveg rendelésekor 500 ml-es üveget hoznak ki csapolva, vagy két 250 ml-es üveget bontanak, míg Franciaországban a fél 250 ml-es üveget jelent.

## Típusok

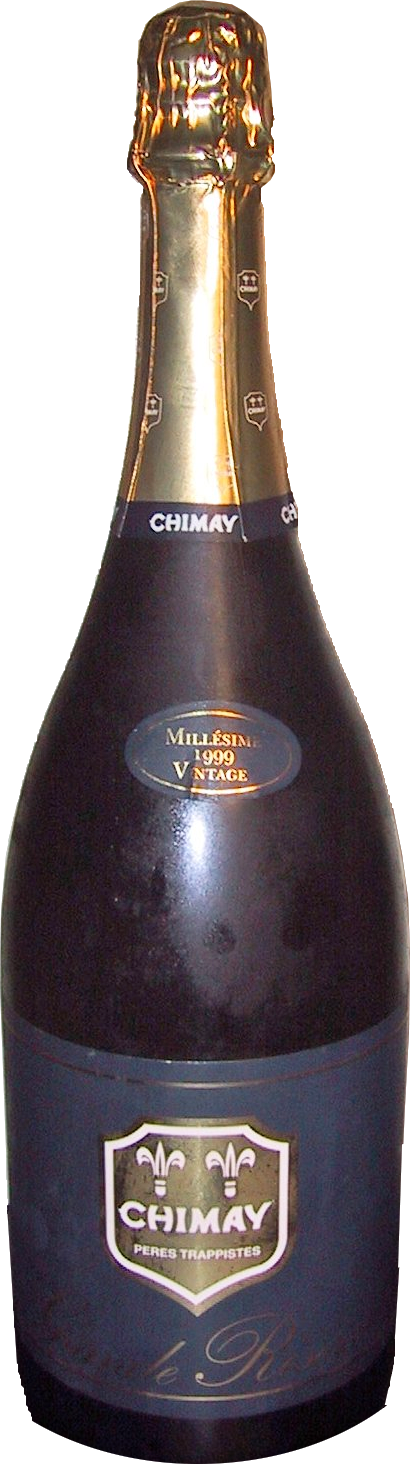
1999-es évjáratú Chimay Bleue Grande Reserve

### Trappista sörök
A trappista kolostorokban található sörfőzdékben, szigorú előírásokat követve készülnek a trappista sörök. Ahhoz, hogy egy sör ebbe a kategóriába tartozhasson, a sörfőzdének a trappista apátság területén belül vagy annak közelében kell lenni, a szerzeteseknek szerepet kell játszani a sörfőzde üzemeltetésében és irányításában, illetve a sör eladásából származó profitot csak a kolostor üzemeltetésére, vagy a szerzetesek által felügyelt szociális programok finanszírozására lehet fordítani. Hét kolostor felel meg ennek a feltételnek jelenleg, hat Belgiumban és egy Hollandiában.
A középkorban szinte minden apátságban működött egy sörfőzde, elsősorban a szerzetesek igényeinek ellátására. 1796. után a Németalföld jelentős részét elfoglaló francia forradalmi hadsereg feloszlatta a helyi kolostorokat és monasztikus közösségeket, ezért a trappista sörfőzés ezt követően, az újjáalapított vagy teljesen új kolostorokban indulhatott, elsőként 1804-ben, Westmalle-ben. A közelmúltig a fent említett hét apátságon kívül mások is használták a trappista nevet, mint pl. a St Bernard sörfőzde (Watou, Nyugat-Flandria tartomány) St Sixtus söre, vagy a Verlinden sörfőzde (Brasschaat, Antwerpen tartomány) Witkap Pater nevű söre. Ez a névhasználat azonban a trappista kolostorokkal kötött egyezményeken alapult és mára már elavult.
A jelenlegi belga trappista márkák:
- Orval
- Chimay
- Westvleteren
- Rochefort
- Westmalle
- Achel

Hollandiában működik a Brouwerij de Koningshoeven sörfőzde. Az autentikus trappista söröket egyedi logó különbözteti meg az apátsági söröktől.
2011. június 9-én bejelentették, hogy egy nyolcadik trappista apátság is újrakezdte a sörfőzést, a II. világháborúban szétbombázott Mont des Cats szerzetesei azonban még nem rendelkeznek sörfőzdével, részükre a Chimay sörfőzde fogja azt előállítani. A terméket 2011. június 16-tól lehet kapni.

### Apátsági sörök

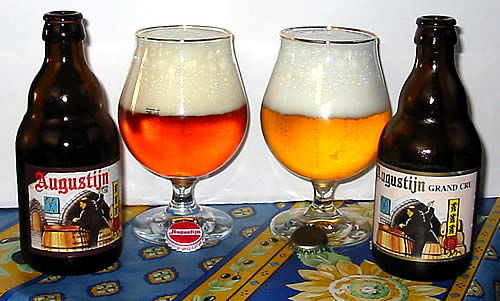
Az Augustijn egy tipikus apátsági sör, amelyet a Van Steenberge sörfőzde készít

Az apátsági söröket ("Bières d'Abbaye" vagy "Abdijbier") általában a nagy sörfőzdék készítik, akik az "apátsági" megnevezés felhasználásával húznak előnyt a trappista sörökhöz fűződő pozitív asszociációkból, illetve imitálják a trappista sörökre jellemző nevet és főzési eljárásokat. Az apátsági söröket vagy egy trappista apátságtól származó licenc alapján, vagy pedig egy apátság romja után nevezik el, nemritkán egy helyi szent nevét viselik, belga nevükben általában megtalálható a Pater vagy Vader (atya), Monniker (szerzetes), Abt (apát) szó. A sörök címkéjén igen gyakran feltüntetik a joviális, általában jó húsban lévő szerzetes képét.
Az apátsági sörök viszonylag új keletűek, a második világháború után jelentek meg, amikor a nagy sörgyárak meglátták a monasztikus sörfőzési hagyományokban és a trappista sörök egyre növekvő népszerűségében rejlő lehetőségeket.
Az apátsági sörök közül némelyiket működő apátságokban készítették (pl. az affligemi apátságban),  amelynek neve ma a Heineken által felvásárolt Affligem Brewery termékein jelenik meg. Az apátsági söröknek nincs jól meghatározható stílusa, a legelterjedtebben brune (belga barna ale), dubbel, tripel vagy blond.
Tipikus apátsági sörök:
- Pierlala világossör, amit a Ban Steenberge kerületben főznek trappista sörből
- Leffe
- Grimbergen
- Tripel Karmeliet
- Maredsous
- Watou
- Saint-Feuillien
- Floreffe
- Val-Dieu

### Fehér sör

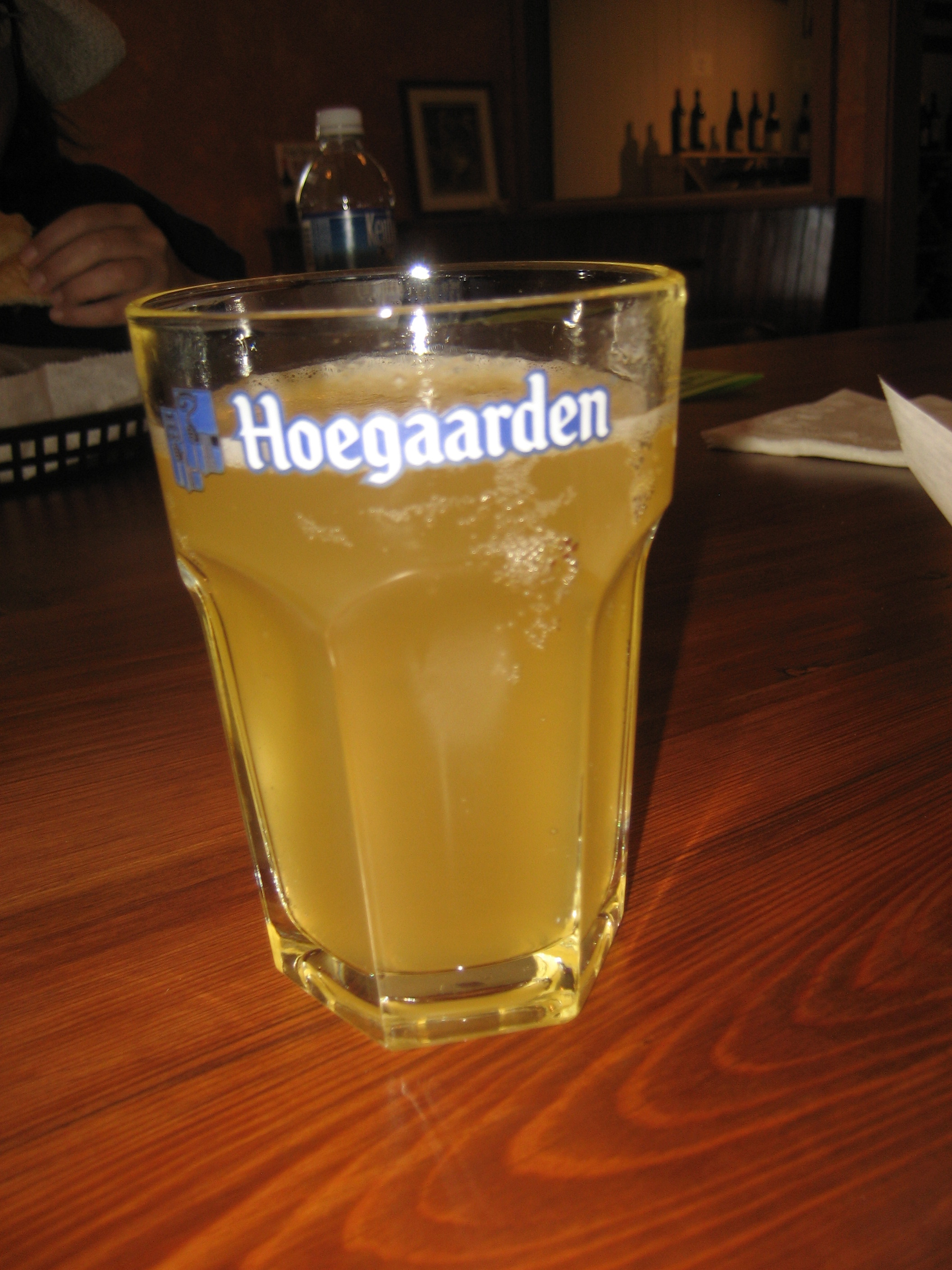
Hoegaarden sör a jellegzetes pohárban

Egyedi és jellegzetes sörfajta a fehér sör (witbier hollandul, biėre blanche franciául). A fehér sört Flandria területén kezdték főzni a középkor során, búza és árpa felhasználásával. Mielőtt a komló széles körben elterjedt volna Európában, a söröket fűszernövények keverékével ízesítették, és a belga fehér sör ezt a hagyományt követi. A fehér sör főzése az 1950-es években majdnem abbamaradt, mivel 1955-ben Hoegaarden városkában bezárta kapuit az utolsó witbier sörfőzde, a Tomsin. Tíz évvel később Pierre Celis élesztette újra a witbier hagyományait, aki először saját tanyáján kezdte a később Hoegaarden néven ismert sör főzését. 1985-re Celis évente 75 000 hektoliter sört főzött, és Amerikába is bevezette a márkát, amikor a sörfőzde leégett. Az Artois sörfőzde segített az újjáépítésben, és 1987-től a Hoegaarden sör az InBev csoporthoz tartozik.
Hagyományosan a fehér söröket a Brabant régió keleti részén főzik. A fehér sörök felső erjesztésűek és aránylag magas hőmérsékleten (19–25 °C) között erjednek, emiatt a sörélesztőt speciális centrifugákban kell elválasztani a sörtől. A palackozás után a hozzáadott cukor és élesztő hatására a sörök második erjedési fázison mennek keresztül. Alkoholtartalmuk alacsony (kb. 5–6%), és ezek a sörök igen frissítő hatásúak. A fehér sörök finoman édeskések a felhasznált búza miatt. A Hoegaarden söröket pl. narancshéjjal és korianderrel ízesítik a főzés során, de néhány típus fűszerkömény, kardamomszemeket is tartalmaz. Jellemzően nyáron, frissítőként citromkarikával szolgálják fel, ami viszont egy tévhit ezzel a sörrel kapcsolatban, mert régen, mikor még nem voltak az élesztő elválasztására alkalmas berendezések, akkor tettek hozzá citromot, a mellékíz elkerülése vagy enyhítése végett. Nemrégiben újabb ízeket is bevezettek, a Hoegaarden például nyáron citromos és epres változatot is kínál. Néhány klasszikus fehér sör:
- Celis White
- La Binchoise Blond
- Hoegaarden, Hoegaarden Grand Cru
- Brugs tarwebier
- Floreffe
- Blanche de Namur
- Steendonk.

### Amber ale

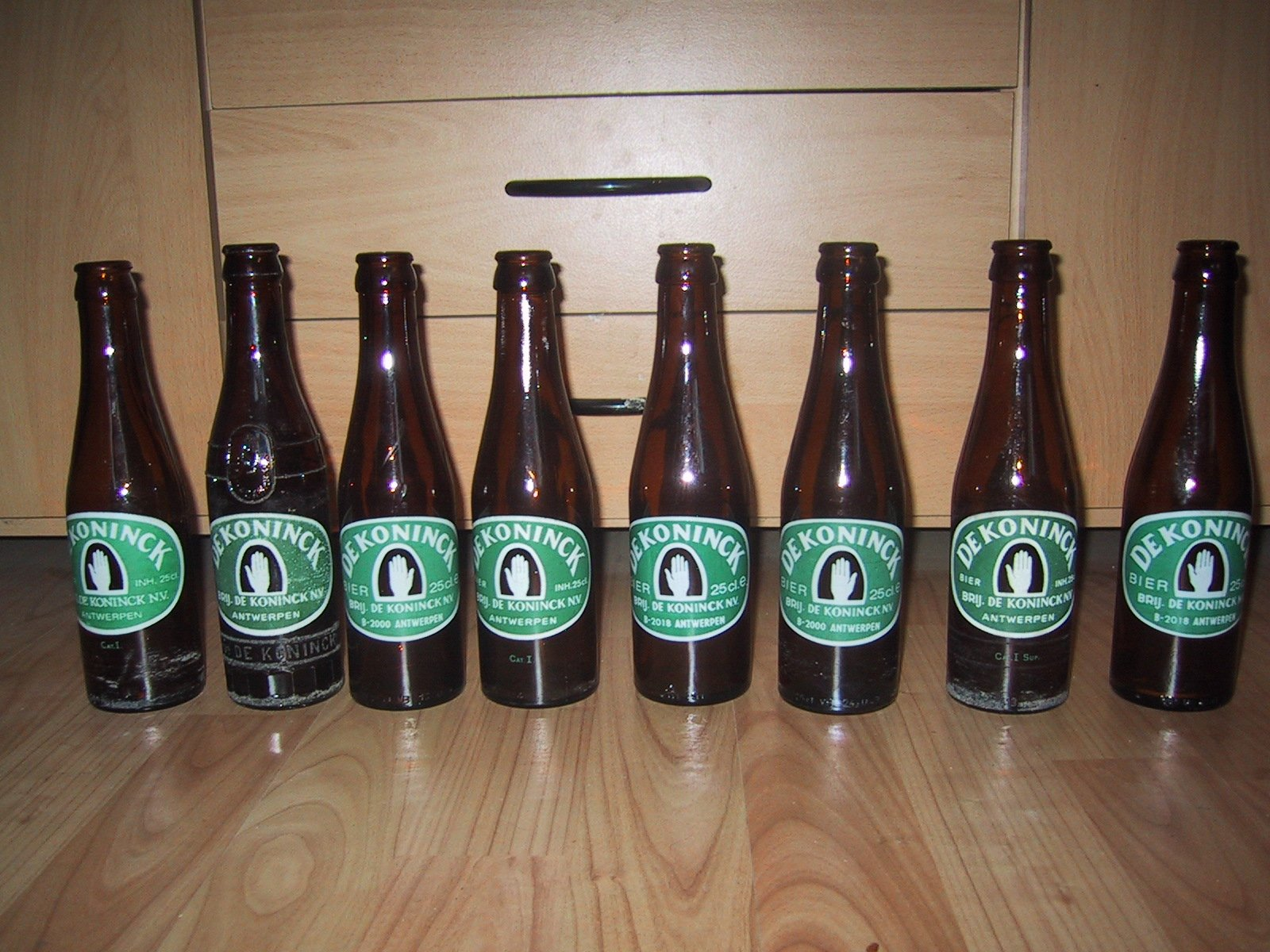
A De Koninck üveges változata

Az amber ale típusú sörök hasonlóak az Angliában igen elterjedt ale típusú sörökhöz, bár azokhoz képest kevesebb komlót tartalmaznak, nem annyira keserűek. Az amber ale söröket a 19. század végén az angol származású belga sörfőző, George Maw Johnson honosította meg. Az egyik fajtát, a Vieux Temps-t, kifejezetten angol recept alapján készítették az első világháború alatt, hogy a frontokon harcoló brit katonákat kiszolgálják. Az amber ale söröket árpamaláta felhasználásával készítik, a főzés után a sört magas hőmérsékleten (25–27 °C) fermentálják.
A legismertebbek a Palm Speciale és a De Koninck 5%, amelyet igen jellegzetes gömbölyű pohárban (bollekes) szolgálnak fel. Utóbbi igen népszerű Antwerpenben, ahol maga a sörfőzde is működik, ez a város egyetlen helyi sörfőzdéje. További amber sörök:
- Delirium Tremens
- Gauloise ambree
- Palm Dobbel
- Vieux Temps

### Blonde ale

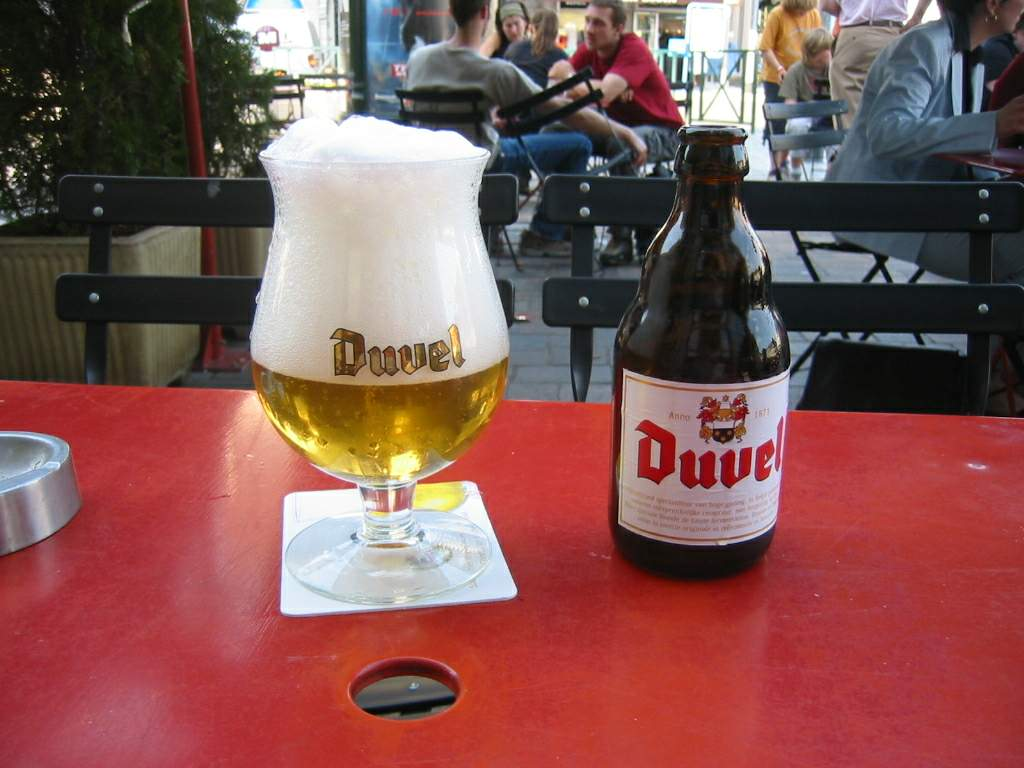
Duvel a belga blonde ale tipikus képviselője

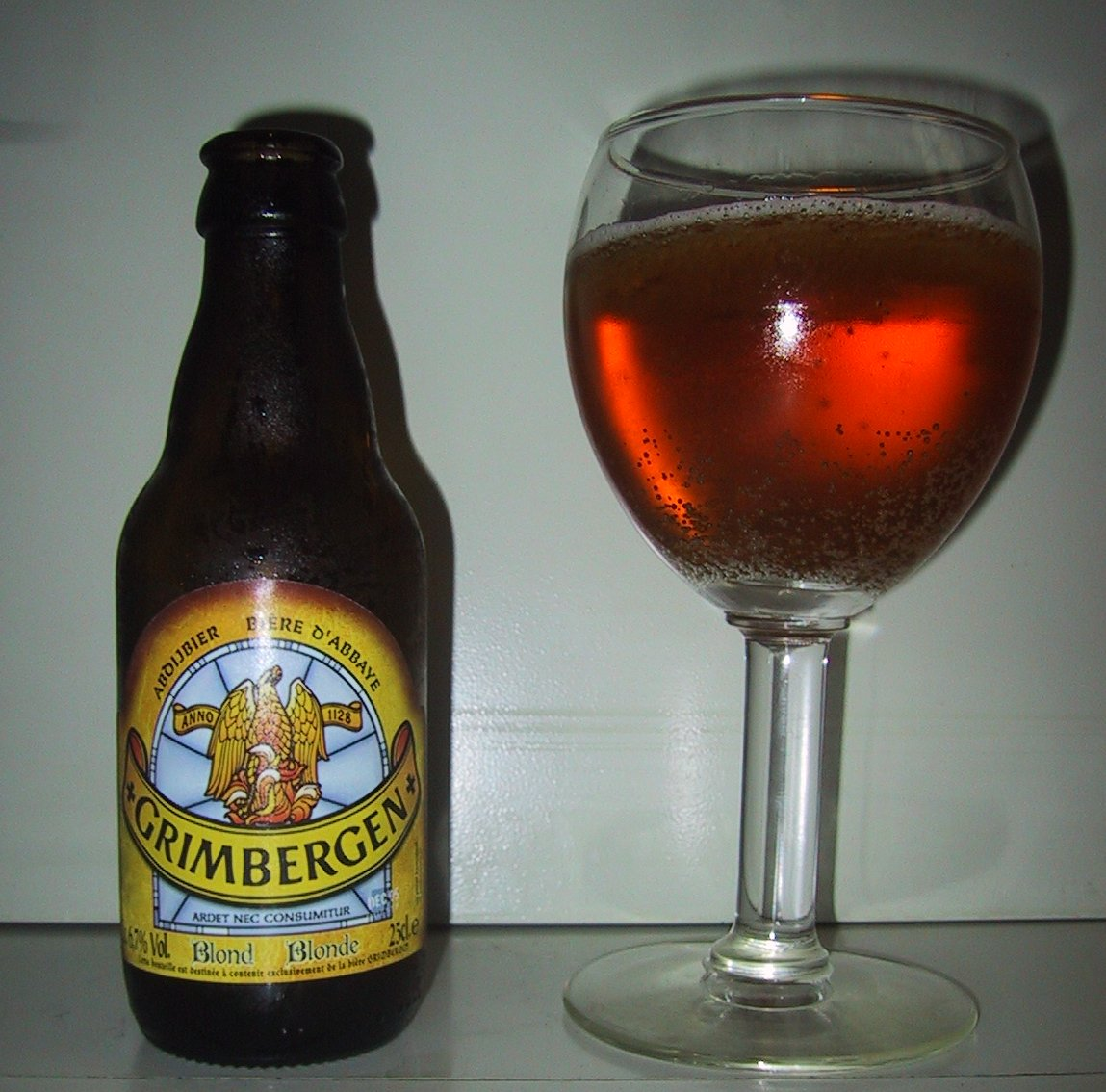
Grimbergen Blonde

A blonde vagy golden ale sörök az amber ale sörökhöz hasonlóak, de egyes esetekben a gyártási folyamat közelebb áll a pils típusú sörökhöz. A blonde ale típusú sörök legismertebb képviselője a Duvel, amely Belgiumban az egyik legkedveltebb üveges sörfajta. A szőke vagy aranyszínű söröket aránylag magas hőmérsékleten fermentálják (20–26 °C), majd lehűtik (a Duvelt -2 °C-ra). Palackozás előtt cukrot és élesztőt adnak a sörhöz, amely a palackban még egy erjedési folyamaton esik át. Jellegzetes blonde sörök:
- Affligem blond
- Amstel gold
- Artevelde grand cru
- Ciney blonde
- Floreffe blonde
- Grimbergen blond
- Leffe blonde
- Maredsous 6 blond
- Rochefortoise blonde
- Tongerlo dubbel blond

### Dubbel

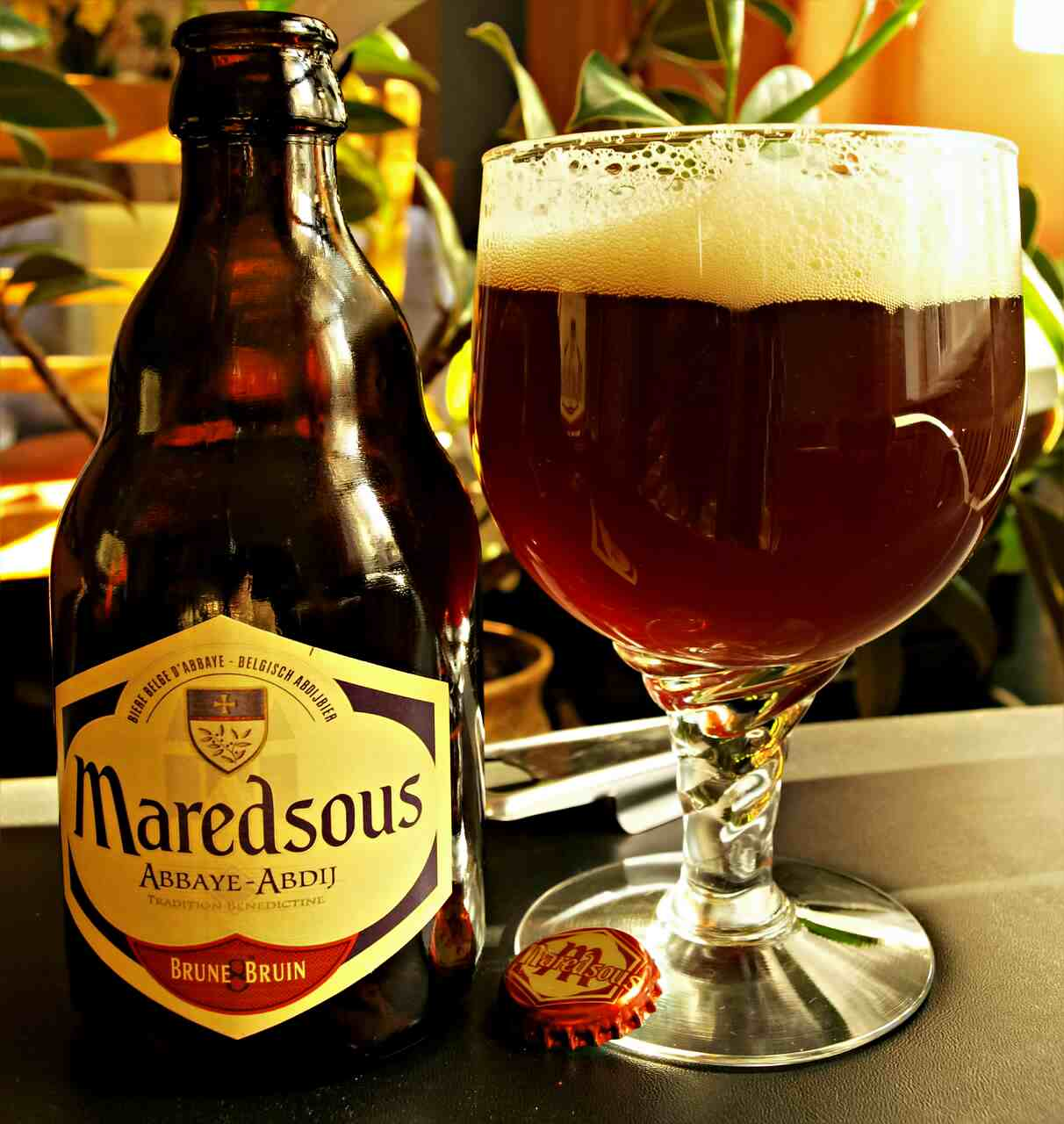
Maredsous 8 dubbel

A dubbel vagy dupla barna típusú söröknek jellegzetes barna színe van. A trappista vagy apátsági sörök egyik típusa, eredetileg 1856-ban fejlesztették ki a westmalle-i trappista apátságban, majd 1926-ban megváltoztatták a receptet és még magasabb alkoholtartalmúra főzték. A második világháború után a trappista sörök népszerűségével együtt néhány kereskedelmi sörfőzde is elkezdte használni a "Dubbel" megnevezést az apátsági söreik nevében.
Tipikusan 6–8%-os alkoholtartalmú sörök, amelyeket az üvegben újrafermentálnak és érlelnek. A legtöbb dubbel sör trappista sörfőzdében készül. Néhány ismertebb dubbel sör:
- Chimay Red/Premiere
- Achel 8 Bruin
- Affligem dubbel
- Charles Quint
- Ciney brune
- Floreffe double
- Gouden Carolus
- Grimbergen dubbel
- Leffe brune
- Liefmans goudenband
- Rochefort 6
- Sint Bernardus Pater
- Maredsous 6 donker és Maredsous 8
- Mechelschen bruynen
- Westmalle dubbel
- Westvleteren 6
- Witkap pater dubbel

### Tripel

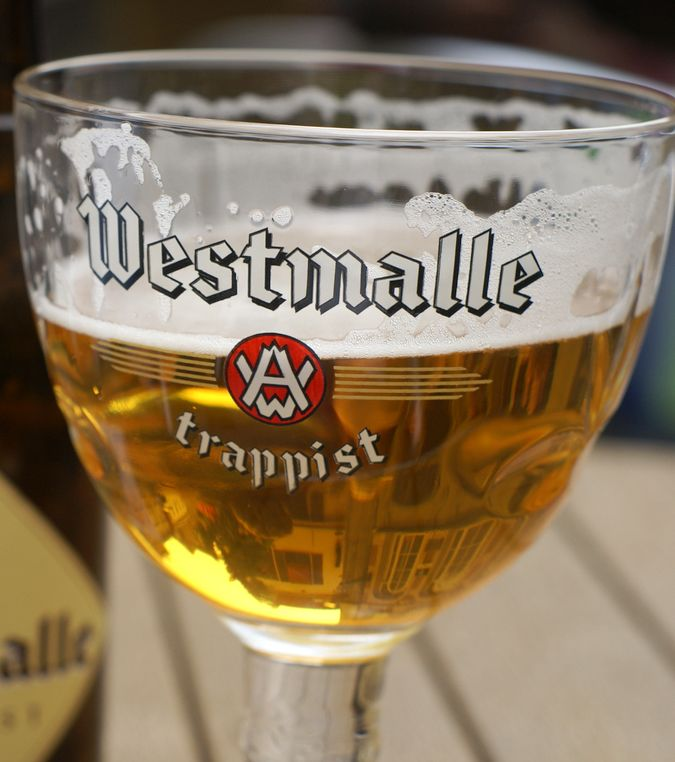
A Westmalle Tripel

A tripel megnevezést a németalföldi sörfőzők kezdték használni a többszörös erjesztéssel készülő, erős, világos ale típusú söreikre, legjellegzetesebb képviselője a  Westmalle Tripel. A név eredete nem ismert, de feltehetően a sörök magas alkoholtartalmára utal: az egyik elmélet szerint a szerzetesek jelet tettek a söröshordókra és X jelölte a leggyengébb sört, XX a közepesen erőset és XXX a legerősebb söröket (ezek nagyjából a 3%, 6% és 9% ABV erősségnek felelnek meg).
Michael Jackson sörszakértő szerint az első erős világos ale sört Hendrik Verlinden, a Drie Linden ("Három Hársfa") sörfőzde tulajdonosa készítette az 1930-as évek elején, amikor a cseh Plzeň városból származó pils típusú sörökkel akarta felvenni a versenyt. Verlinden együttműködött a westmalle-i apátsággal és szakmai tanácsokkal segítette a szerzetesek sörfőzdéjét, később pedig az egyetlen sörfőző volt, aki hivatalosan használhatta a Trappista megnevezést. Miután 1932-ben Verlinden elkészítette a Witkap Patert (ma mint Witkap Tripel ismert, a Slaghmuylder sörfőzde gyártja), a westmalle-i apátság is elkészített egy tripel típusú sört, amelyet Superbier néven árultak. 1956-ban a westmalle-i apátság sörfőzőmestere módosította a Superbier receptjét, és az új sörnek a Tripel nevet adta. A Westmalle Tripel receptje lényegében azóta változatlan. A Westmalle Tripel stílusát és nevét hamarosan a kereskedelmi sörfőzdék is átvették, miután az apátsági sörök nagyobb népszerűségre tettek szert Belgiumban.
A tripel sörök világos, aranysárga, néha barna színűek, többszörös érleléssel készülnek. Komplex, gyümölcsös, komlós ízük és kicsit kesernyés utóízük van. Ismertebb tripel sörök:
- Affligem tripel
- Brugse tripel
- Gentse tripel
- Grimbergen tripel
- Karmeliet tripel
- Leffe triple
- Toison d'or
- Westmalle tripel
- Witkap pater tripel

### Lambic

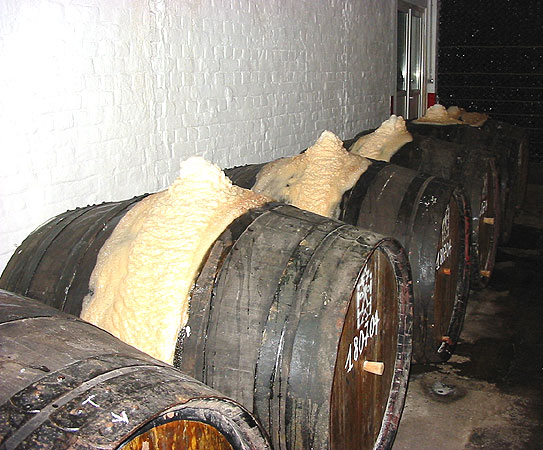
Spontán erjedés a belga Timmermans sörfőzde pincéjében

A lambic sörök általában 70% árpamaláta és 30% búza keverékéből készülnek, főzés után spontán erjedéssel. A lambic sörök a legjobban erjesztettől a gyengén erjesztett fajtákig terjednek, erősen kesernyés, savanyú ízűek.
Lambic sört csak Brüsszel környékén és a Senne folyó völgyében készítik, mivel a spontán erjedést a levegőben található vad élesztőgomba törzsek indítják be. A lambic sör az egyetlen sörfajta mely spontán érésen megy keresztül, majd további, meglehetősen hosszú öregedési folyamat – amely három–hat hónaptól kettő–három évig tarthat – során készül el a sör. A lambic söröket három alosztályba sorolják: a geuze, a gyümölcs lambic és a faro.
A gueuze (vagy hollandul geuze, nem keverendő össze a német gose-val) söröket a fiatal és a túlérlelt sörök keverésével készítik, ezért a palackban másodlagos fermentációt indítanak be. A geuze söröket fektetve tárolják, mint a finom borokat, a legtöbbet csak érlelési helyükön, vagy néhány brüsszeli és környéki vendéglátóhelyen árulják.
A gyümölcssöröknél gyümölcsöt vagy gyümölcskoncentrátumot adnak a lambic sörhöz. A legjellemzőbb fajta a Kriek – cseresznye, málna (Framboos), kajszi és szeder. Krieknél és Frambois-nál a gyümölcsöt azért adják hozzá, hogy előidézze a második fermentációt. A hozzáadott gyümölcsben lévő cukor ezekben a sörökben is másodlagos fermentációt indít be.
A faro típusú lambic söröket hozzáadott cukorral vagy karamellel készítik, ami szintén beindítja a másodlagos fermentációt a palackban. Korábban ezek különböző erősségű fiatal lambic sörökből készültek, manapság idős lambic sörökhöz adják hozzá a cukrot vagy karamellt.
A főbb fajták:
Hagyományos lambic
- Mort Subite
- Belle Vue lambik
- Cantillon lambik
- Lindemans lambik
- Oud Beersel lambik
- Timmermans lambic

Gyümölcsös lambic
- Belle Vue frambozenlambik és Belle Vue kriekenlambik
- Cantillon kriek lambik
- Lindemans kriekenlambik, Lindemans framboise, Lindemans cassis
- Rose de Gambrinus
- Timmermans kriek lambic, framboise lambic, cassis lambic, peche lambic

Faro lambic
- Cantillon faro
- Lindemans faro lambic

### Flamand barna
A flamand barna vagy flamand öreg barna (vlaams oud bruin) sörök felső erjesztésű sörök, amelyeket tölgyfahordóban érlelnek hosszú időn (1–2 hónaptól 1–2 évig) keresztül, emiatt a sörnek jellegzetes kesernyés, savanykás íze lesz. A fajtát Kelet-Flandriában, Oudenaarde környékén (Liefmans, Roman) és Nyugat-Flandriában Kortrijk-Rouselare környékén kezdték főzni. Mindkét vidékre a kemény, magas vastartalmú víz jellemző, amely jobban megfelel a barna sörök főzéséhez. Tipikus flamand barna sörök:
- Felix Oudenaards oud bruin
- Liefmans oud bruin
- Roman Oudenaards

### Flamand vörös
A flamand vörös sört (vlaams rood) az egyik legszokatlanabb belga sörfajta, amelyet a Rodenbach sörfőzde fejlesztett ki a flamand barna sör alapján. A lényegében ale típusú sör felső erjesztésű, jellegzetes színét a speciálisan pörkölt malátának köszönheti. A fermentáció után a sört tölgyfahordókban érlelik és Lactobacillus baktériumokkal kezelik, amelynek jellegzetes savanykás ízét köszönheti. Esetenként akár évekig is érlelhetik a sört (ennek köszönheti másik nevét: oud bruin, azaz "öreg barna"). Az érlelés után friss sörrel keverik és további 18 hónapig ismét hordóban fermentálják.
Az eredmény finom, erős sör, mély vörösesbarna árnyalattal, nagyon jellemző ízletes, savas, gyümölcsös aromával. Jellegzetes képviselői a Rodenbach Klassiek (5,2% ABV) és a Rodenbach Grand Cru (6% ABV).

### Pils

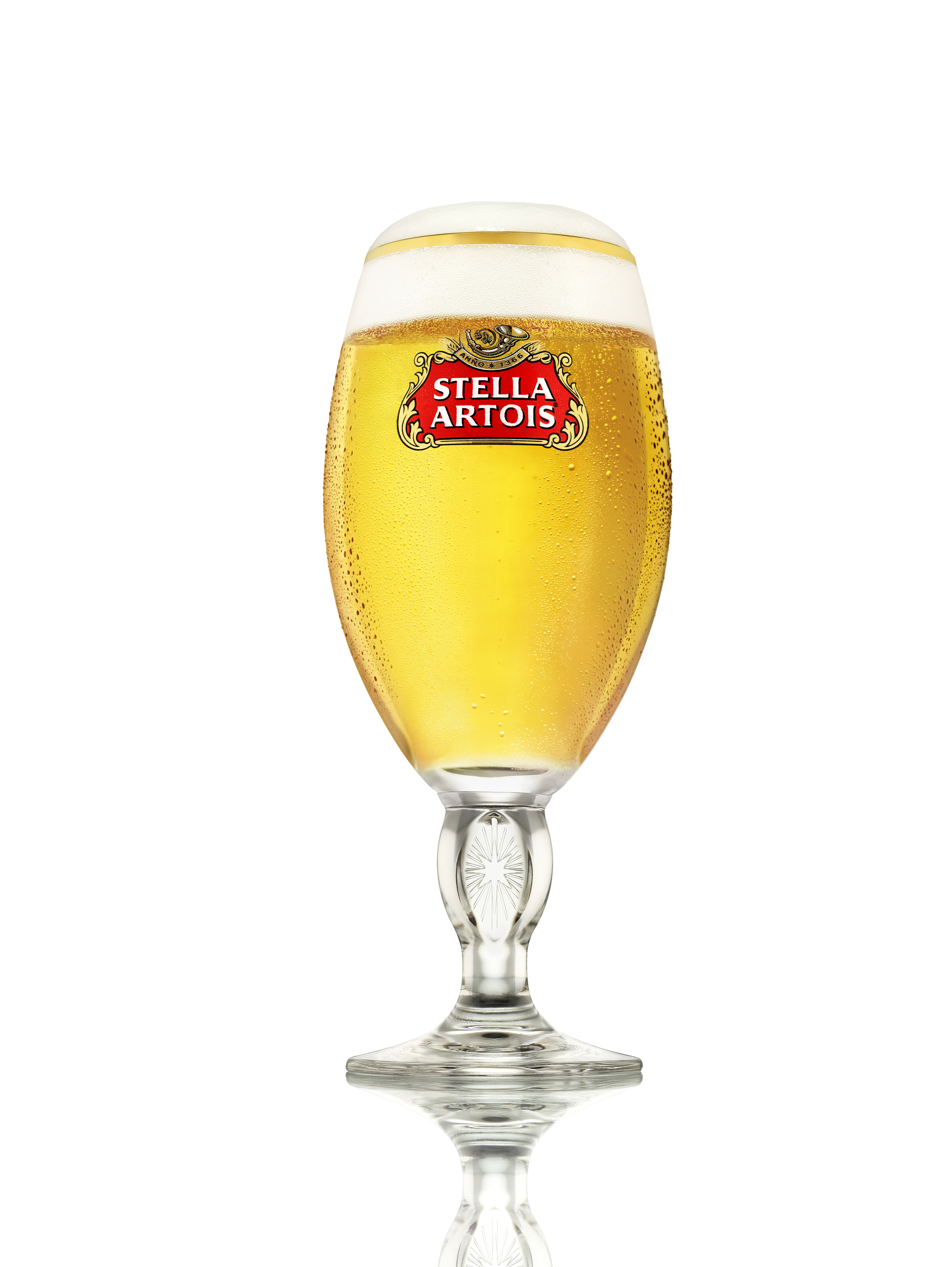
Üveges és dobozos Stella Artois

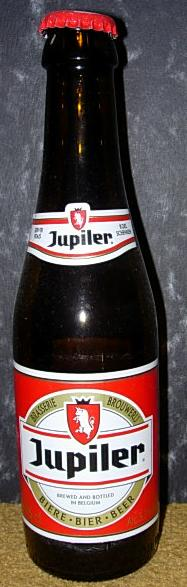
Üveges Jupiler

A többi európai országhoz hasonlóan Belgiumban is a sörtermelés és -fogyasztás nagy részét a pils típusú sörök teszik ki. Jellegzetes belga pils típusú sörök:
- Stella Artois
- Cristal Alken
- Jupiler
- Maes
- Primus

### Saison
Üvegben érlelt, „vidéki” világos sör. Főleg Vallóniában állítják elő. A szezonális sörök alacsonyabb alkoholtartalmúak és könnyű vagy közepes testességükről felismerhetők. A világosabb és gyakran gyümölcsösebb íz ideális a meleg évszakban.

### Asztali sörök
Az asztali sörök alacsony alkoholtartalmúak, jellemzően 1,5% alatt. Nagy üvegekben kaphatók, és ételek mellé fogyasztandó. Az utóbbi évtizedben lassan vesztett népszerűségéből a könnyű italok és az üveges vizek növekvő fogyasztásának köszönhetően. Világos vagy barna változatban kaphatók. Az asztali sört iskolai ebédlőkben árulták 1970-ig. Napjainkban számos szervezet lépett fel a szokás újraélesztése érdekében mondván, hogy egészségesebb az üdítőitaloknál.

## Fordítás
- Ez a szócikk részben vagy egészben  a   Beer in Belgium című angol Wikipédia-szócikk ezen változatának fordításán alapul.  Az eredeti cikk szerkesztőit annak laptörténete sorolja fel. Ez a jelzés csupán a megfogalmazás eredetét és a szerzői jogokat jelzi, nem szolgál a cikkben szereplő információk forrásmegjelöléseként.